# Chetuk 2
Chetuk 2 (del ruso: Четук - 2) es un pueblo (posiólok) del raión de Teuchezh en la república de Adiguesia de Rusia. Está situado al noroeste de Ponezhukái y Maikop, la capital de la república. 
Pertenece al municipio Tliustenjablskoye.